# Биков Микола Васильович
Мико́ла Васи́льович Би́ков (1857, село Мануйлівка, нині в складі Дніпра — 16 грудня (29 грудня) 1917, Катеринослав, нині Дніпро) — український журналіст, видавець, громадський діяч, критик, член товариства «Просвіта». Брат Петра Бикова.

## Життєпис
Микола Биков народився 1857 в селі Мануйлівка (нині в складі Дніпра). Навчався на історико-філологічному факультеті Санкт-Петербурзького університету. 1877 року Бикова за зв'язок із народниками виключили з університету та вислали до Катеринослава.
Був активним діячем катеринославської української громади, входив до складу першої Катеринославської «Просвіти» з 1906. У місцевій пресі друкував літературно-критичні статті про російських і західноєвропейських письменників («Дніпрові хвилі», «Приднепровский край», «Степь», «Южная заря», «Летопись Екатеринославской учёной архивной комиссии» (1904– 1915)). Видав цикл новел під назвою «Мініатюри Ігренєва» (1898), фантастичний роман «На островах Гонолулу» (1899). Автор спогадів про Івана Манжуру, етнографа Григорія Залюбовського.
Один із фундаторів і член місцевого Українського наукового товариства (1913) та Катеринославської ученої архівної комісії, тривалий час працював у ній.
У 1898–1901 видавав газету «Приднепровье» (з 1899 виходила під назвою «Днепровская молва»), яку за пубікацію недозволених цензурою матеріалів було закрито. 1906 редагував тижневик «Добра порада», який видавала літературна секція місцевої «Просвіти». Це перша українська газета в Катеринославі. Протягом лютого-березня 1906 вийшло лише чотири номери. Тижневик поширював серед населення політичні знання, домагався рівноправності усіх мов. У першому числі «Доброї поради» під псевдонімом М. Віл виступив зі статтею «19 февраля» і під ініціалами М. В. зі статтею «Наша пора».
У статті «19 февраля» Биков писав:

«19 февраля — селянське свято, празник 100 мілійонів чоловік. (Йшлося про день звільнення селян з кріпацтва — М. Ч.). У цей день раби стали вільними людьми і з цього дня селяне стали силою в державі… Коли стане працювати народне представничество, тоді і селянство стане рости, як жива розумна сила 100 мілійонів людей. Для селянства стануть виробляться закони на чотири свободи: недоторканість особи, свобода совісті, слова вуст-ого і печатного, спілок і зібрань. Для селянства ж вироблятимуть і закони про землю, забезпечення землею трудящих на ній людей; для нього будуть виробляти другі закони перероблення держави на новий і кращий лад».

Це були скоріше побажання владі, ніж жива практика того часу.
У статті «Наша пора» (у змісті підписана М. Віл, безпосередньо під текстом — М. В.) автор писав про неспокійний, революційний час, потребу реформ:

«А хату цю робити треба: у старій хаті жити не можна. Час не стоїть. Тяжко, неможливо жити у старій підгнившій хаті, де стріху вітром знесло, де стіни хиляться і стіни валяться, де тісно і нічим дихати, де холодно і голодно, та ще й нема грошей, щоб її поправити. Та й чим полатаєш те, що вже валиться, і чого вже ніяк полатати не можна? І зостається вся надія на народніх представителів, які б виявили волю усього народу».

Микола Биков з родиною на відпочинку.

Спрямування нового часопису не сподобалося владі. Після першого ж номера Биков усунутий від редакторства і тижневик від другого числа редагує Костянтин Дьяконов. Ось що писав сучасник — М. Новицький в статті "Десять літ життя Катеринославської «Просвіти»:

«Літературна секція („Просвіти“ — М. Ч.) розпочала працю у февралі 1906 року, заклавши тижневик „Добра Порада“. Хоч і дуже обережно трималася редакція часопису з огляду на умови військового стану, але „Добра Порада“ на 5-му числі була припинена зовсім, причому 1-ше й 3-тє числа були сконфісковані, а редактора М. Бикова потягли до суду». Б.иков — автор досліджень про Шевченка і Манжуру. Останньому допомагав матеріально, залишив про нього спогади. Підтримував дружні стосунки з Д. Яворницьким (збереглося п'ять його листів до історика 1897–1902), М. Кропивницьким. Активістами Січеславської «Просвіти» були зяті Бикова — Максим Ємець й Ілько Вирва, а також донька Галина. Биков виступив українською мовою на закладинах громадського будинку Мануйлівської «Просвіти» 30 серпня 1909 (Рада. — 1909. — № 201). На загальних зборах Мануйлівської «Просвіти» 19 лютого 1912 Биков разом з іншими місцевими поміщиками А. Ф. Куличенком і В. М. Хрінниковим обраний почесним членом товариства «за матеріальну допомогу товариству».

Як землевласник у 1907 мав у Йосипівській волості 111,69 десятини землі («Учет земель Новомосковского уезда Екатеринославской губернии», 1908).
Биков активно співробітничав з щорічником «Летопись Екатеринославской ученой архивной комиссии», що виходила у 1904–1915. Тут були видрукувані розвідки Бикова — «Земське Запоріжжя — корінь Катеринославщини», «Давній край південного Подніпров'я» (обидві — у випуску 1), «Ів. Ів. Манжура, український етнограф і поет (1851–1893)» (вип. 6), «Народна душа в творах Т. Г. Шевченка» (вип. 8), «Спогад про О. І. Єгорова» (вип. 10),

«У Хості (Чорноморії) теж відбулося перше святкування Шевченкових роковин, — повідомляв 7 травня 1912 часопис „Дніпрові хвилі“. — Свято розпочалося рефератом М. Бикова про життя та твори Шевченка. Після реферату був концерт, який зібрав велику ріжноманітну аудиторію, що складалася з ремісників-робітників та місцевої інтелігенції».

На Шевченківському вечорі з нагоди 100-річчя з дня народження Кобзаря 25 лютого 1914 (за ст. стилем), який відбувся в Англійському клубі в Катеринославі, Биков говорив про Шевченка — співця народної людяності.

Микола Биков з друзями у своєму маєтку.

Згодом В. Юноша (П. Єфремов) докладно переповів цей виступ у своєму репортажі «Сила стихії» на шпальтах київської «Ради». Шевченко геніально виявив дух українського народу — той дух, що формує націю, говорив Биков. Одною з найголовніших властивостей нації треба вважати людяність.
Бути великим поетом такої народної людяності випало на долю тільки одному Шевченкові серед інших поетів, які вийшли з народу. В основі народної людяності лежить любов, перш за все любов до матері… І серед матерів у його найлюбіша — «заплакана мати», мати Україна. Як ніхто так яскраво і сильно висловив він любов до рідного краю. Через це в справі виховання національного почуття і свідомости велике має значення Шевченко. На другому місці у поета — жінка-мати, що живе любов'ю до дітей. Свій виступ Биков завершував словами:

«І в століття народження Шевченка, великого сина українського народу, мимоволі міцнішає віра і надія на цю недалеку кращу долю України, що буде сердечною і привітною рідною матір'ю всім, хто житиме на її розлогих просторах».

Биков — зі спадкових дворян, в 1904–1906 очолював раду батьків Катеринославського комерційного училища (директор Антін Синявський). Від 1903 в цьому училищі навчався його син Василь. Закінчивши училище в 1907, Василь вступив до Петербурзького лісового інституту, а загинув у Першу світову (1916). Можливо, це прискорило смерть батька.
Биков і його донька Ольга увійшли до створеної в 1917 «Трудової народно-соціалістичної партії», губернський з'їзд якої мав відбутися 30 липня 1917 в приміщенні губернської земської управи. З помітніших діячів до комітету партії в Катеринославі входили професор Гірничого інституту Павло Рубін, вдова відомого російського політичного діяча О. Караваева Ольга Павелко-Караваєва, засновниця жіночого комерційного училища Софія Степанова та ін. Катеринославський комітет знаходився за адресою: Гоголівська, 15, кв. 9.
Могила Бикова через десять років після його смерті була взята на облік.

«Недавно надійшла заява від Дніпропетровського істпрофа, що на облік взято і зберігаються могили літераторів і громадських робітників: М. Бикова в с. Мануйлівці, першого пролетарського письменника Дніпропетровського — Манжури…» — («Зоря». — 1927. — № 8).

Нині могила Бикова втрачена.